# Tyler Barnhardt

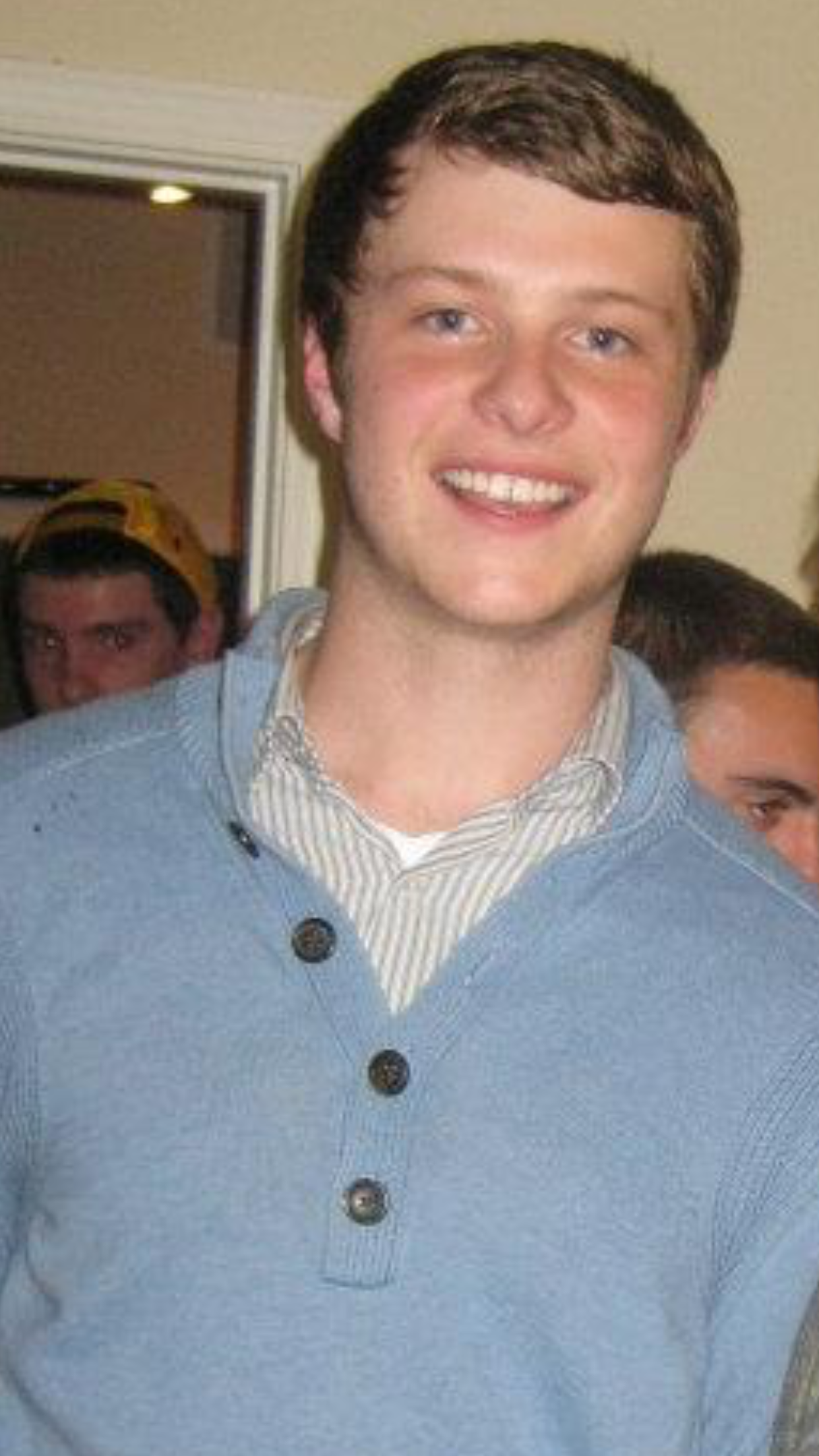
Tyler Barnhardt (2012)

Tyler Davis Barnhardt (* 13. Januar 1993 in Raleigh, North Carolina) ist ein US-amerikanischer Schauspieler. Bekanntheit erlangte er vor allem durch die Rolle des Charlie St. George aus der Serie Tote Mädchen lügen nicht.

## Leben und Karriere
Tyler Barnhardt wurde in Raleigh, der Hauptstadt des US-Bundesstaats North Carolina, geboren. Aufgewachsen ist er in einem Vorort in der Metropole Charlotte, wo er 2011 die David W. Butler High School abschloss. 2015 schloss er die University of North Carolina at Greensb mit einem Bachelor of Fine Arts ab. Erstmals stand er im Alter von zwölf Jahren bei einer Produktion des Musicals Guys and Dolls auf der Theaterbühne. In der Folge wirkte er in allen folgenden Schulprojekten auf der Bühne mit. Während der Sommer nahm er am Theaterprogramm in Charlotte teil. Kurz nach dem Collegeabschluss zog er nach New York City, um dort im Schauspielgeschäft Fuß zu fassen.
Barnhardt gab 2016 mit einem Gastauftritt in der Serie Turn: Washington’s Spies sein Schauspieldebüt vor der Kamera. Im Jahr darauf spielte er als Matthew Roe eine Nebenrolle in der zweiten Staffel von Underground. Es folgten Auftritte in Bull und Scorpion. 2019 wurde er in der Serie Tote Mädchen lügen nicht des Streaminganbieters Netflix als Charlie St. George in einer Nebenrolle besetzt. Die Rolle wurde für die finale vierte Staffel aus 2020 zu einer Hauptrolle ausgebaut und brachte Barnhardt größere Bekanntheit ein. 2020 übernahm er zudem als Danny Jansson einer der Hauptrollen der Science-Fiction-Serie Tales from the Loop. 

## Filmografie (Auswahl)
- 2016: Turn: Washington’s Spies (Fernsehserie, Episode 3x09)
- 2017: The Jury (Fernsehfilm)
- 2017: Laura Gets a Cat
- 2017: Underground (Fernsehserie, 3 Episoden)
- 2017: Bull (Fernsehserie, Episode 2x03)
- 2017: Scorpion (Fernsehserie, Episode 4x04)
- 2018: Suspicion (Fernsehfilm)
- 2019: The Passage (Fernsehserie)
- 2019–2020: Tote Mädchen lügen nicht (13 Reasons Why, Fernsehserie, 23 Episoden)
- 2020: Tales from the Loop (Fernsehserie, 3 Episoden)
- 2020: All Rise – Die Richterin (All Rise, Fernsehserie, 2 Episoden)
- 2022–2024: Bel-Air (Fernsehserie, 11 Episoden)
- 2022: This Is Us – Das ist Leben (This is Us, Fernsehserie, 1 Episode)